# Olympiska sommarspelen 2000
Olympiska sommarspelen 2000 var de tjugofjärde moderna olympiska spelen (under den 27:e moderna olympiaden) och hölls i Sydney i Australien. Sydney valdes bland de andra kandidaterna Berlin, Istanbul, Manchester och Peking. Cirka 6,7 miljoner åskådare såg tävlingarna på plats.

## Kandidatur
Från början ansökte totalt åtta städer till IOK om att få arrangera sommarspelen 2000. Av de åtta städerna gick fem vidare till slutomgången, vilka var Berlin, Istanbul, Manchester, Peking och Sydney. På IOK:s kongress den 23 september 1993 i Monaco valdes Sydney som värd för spelen.
De tre städer som sökte, men inte valdes ut till slutomgången var Brasília, Milano och Tasjkent. Alla tre städerna drog tillbaka sina kandidaturer efter ansökningsperioden. Milano drog tillbaka sin kandidatur den 10 mars 1993 efter problem med korruption. Brasilia drog tillbaka sin kandidatur efter att IOK varit på plats för att inspektera budet och konstaterat att de föreslagna arenorna inte höll de mått som krävdes. Även det då precis nyligen självständiga Uzbekistans huvudstad Tasjkent lämnade in ett bud för att uppmärksamma landets existens och självständighet, men de drog sig ur tidigt i processen.
| Stad       | Nation         | Rond 1 | Rond 2 | Rond 3 | Rond 4 |
| Sydney     | Australien     | 30     | 30     | 37     | 45     |
| Peking     | Kina           | 32     | 37     | 40     | 43     |
| Manchester | Storbritannien | 11     | 13     | 11     | -      |
| Berlin     | Tyskland       | 9      | 9      | -      | -      |
| Istanbul   | Turkiet        | 7      | -      | -      | -      |

## Sporter
| - Badminton - Baseboll - Basket - Bordtennis - Boxning - Brottning - Bågskytte - Cykling - Fotboll - Friidrott - Fäktning | - Gymnastik - Handboll - Judo - Kanot/kajak - Konstsim - Landhockey - Modern femkamp - Ridsport - Rodd - Segling | - Simhopp - Simning - Skytte - Softboll - Taekwondo - Tennis - Triathlon - Tyngdlyftning - Vattenpolo - Volleyboll |

### Demonstrationssporter
- Schack
- Rullstolsracing

## Medaljtopp
Se hela tabellen på Medaljfördelning vid olympiska sommarspelen 2000.
| Plac. | Land           | Guld | Silver | Brons | Totalt antal medaljer | Placering efter antal medaljer |
| ----- | -------------- | ---- | ------ | ----- | --------------------- | ------------------------------ |
| 1.    | USA            | 40   | 24     | 33    | 97                    | 1                              |
| 2.    | Ryssland       | 32   | 28     | 28    | 88                    | 2                              |
| 3.    | Kina           | 28   | 16     | 15    | 59                    | 3                              |
| 4.    | Australien     | 16   | 25     | 17    | 58                    | 4                              |
| 5.    | Tyskland       | 13   | 17     | 26    | 56                    | 5                              |
| 6.    | Frankrike      | 13   | 14     | 11    | 38                    | 6                              |
| 7.    | Italien        | 13   | 8      | 13    | 34                    | 7                              |
| 8.    | Nederländerna  | 12   | 9      | 4     | 25                    | 11                             |
| 9.    | Kuba           | 11   | 11     | 7     | 29                    | 8                              |
| 10.   | Storbritannien | 11   | 10     | 7     | 28                    | 9                              |

## Arenor

### Sydney Olympic Park
- Stadium Australia: Öppnings- och avslutningsceremonin, Friidrott, Fotbollsfinalen
- Sydney International Aquatic Centre: Simhopp, Simning, Konstsim, Vattenpolo
- State Sports Centre: Bordtennis, Taekwondo
- NSW Tennis Centre: Tennis
- State Hockey Centre: Landhockey
- The Dome and Exhibition Complex: Badminton, Basketboll, Rytmisk Gymnastik, Handboll, Modern Femkamp, Volleyball
- Sydney SuperDome: Gymnastik, Trampolin, Basket
- Sydney Baseball Stadium: Baseball, Modern femkamp
- Sydney International Archery Park: Bågskytte

### Sydney

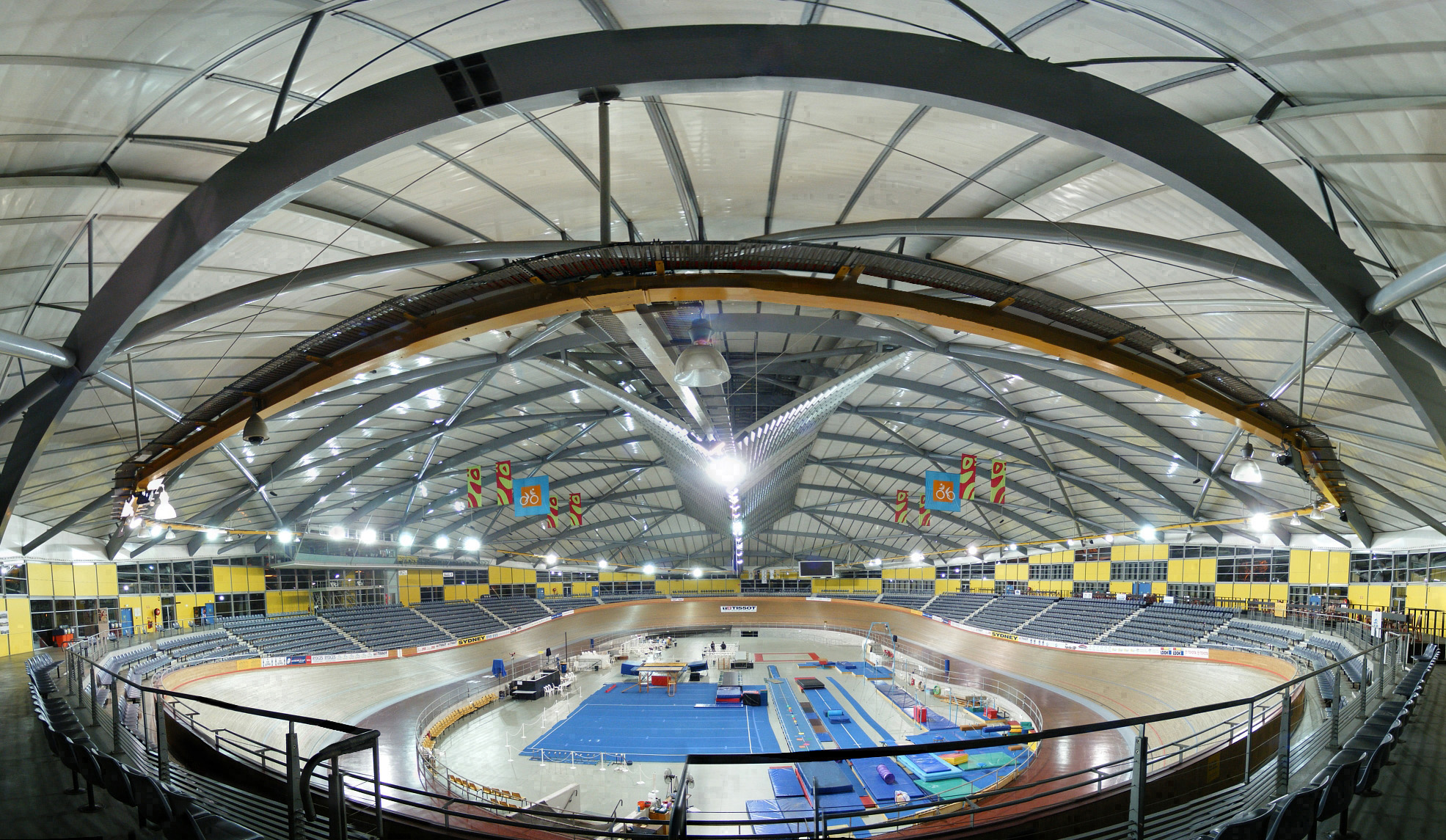
Dunc Gray Velodrome

- Sydney Convention and Exhibition Centre: Brottning, Boxning, Judo, Fäktning
- Sydney Entertainment Centre: Volleyball
- Dunc Gray Velodrome: Bancykling
- Sydney International Shooting Centre: Skytte
- Sydney International Equestrian Centre: Ridsport
- Sydney International Regatta Centre: Rodd, Kanotsprint
- Blacktown Olympic Centre: Baseball, Softball
- Mountain Bike Course, Fairfield City Farm: Mountain bike
- Ryde Aquatic Leisure Centre: Vattenpolo
- Penrith Whitewater Stadium: Kanotslalom
- Bondi Beach: Beachvolleyball
- Sydney Football Stadium: Fotboll

### Utanför Sydney
- Bruce Stadium, Canberra: Fotboll
- Hindmarsh Stadium, Adelaide: Fotboll
- Melbourne Cricket Ground: Fotboll
- Brisbane Cricket Ground: Fotboll

## Deltagande nationer
Hela 199 nationella olympiska kommittéer ställde upp med deltagare vid spelen i Sydney. Det var två fler än vid spelen 1996 i Atlanta. Utöver de länder som deltog så medverkade även fyra stycken deltagare från det nyligen självständiga Östtimor under den olympiska flaggan och officiellt som Individuella olympiska idrottsutövare.
Tre länder deltog för första gången, Eritrea, Mikronesien och Palau. Bland de nationer som deltog vid spelen 1996 i Atlanta var det endast Afghanistan som inte deltog, de utestängdes från spelen på grund av talibanregimens förtryck av kvinnorna i landet och deras förbud mot sportutövande. 
| | | | |
| - Albanien - Algeriet - Amerikanska Jungfruöarna - Amerikanska Samoa - Andorra - Angola - Antigua och Barbuda - Argentina - Armenien - Aruba - Australien - Azerbajdzjan - Bahamas - Bahrain - Bangladesh - Barbados - Belgien - Belize - Benin - Bermuda - Bhutan - Bolivia - Bosnien och Hercegovina - Botswana - Brasilien - Brittiska Jungfruöarna - Brunei - Bulgarien - Burkina Faso - Burma - Burundi - Caymanöarna - Centralafrikanska republiken - Chile - Colombia - Cooköarna - Costa Rica - Cypern - Danmark - Kongo-Kinshasa - Djibouti - Dominica - Dominikanska republiken - Ecuador - Egypten - Ekvatorialguinea - Elfenbenskusten - El Salvador - Eritrea - Estland | - Etiopien - Fiji - Filippinerna - Finland - Frankrike - Förenade arabemiraten - Gabon - Gambia - Georgien - Ghana - Grekland - Grenada - Guam - Guatemala - Guinea - Guinea-Bissau - Guyana - Haiti - Honduras - Hongkong - Indien - Indonesien - Irak - Iran - Irland - Island - Israel - Italien - Jamaica - Japan - Jemen - Jordanien - FR Jugoslavien - Kambodja - Kamerun - Kanada - Kap Verde - Kazakstan - Kenya - Kina - Kinesiska Taipei - Kirgizistan - Komorerna - Kongo-Brazzaville - Kroatien - Kuba - Kuwait - Laos - Lesotho - Lettland | - Libanon - Liberia - Libyen - Liechtenstein - Litauen - Luxemburg - Madagaskar - Makedonien - Malawi - Malaysia - Maldiverna - Mali - Malta - Marocko - Mauretanien - Mauritius - Mexiko - Mikronesiska federationen - Moçambique - Moldavien - Monaco - Mongoliet - Namibia - Nauru - Nederländerna - Nederländska Antillerna - Nepal - Nicaragua - Niger - Nigeria - Nordkorea - Norge - Nya Zeeland - Oman - Pakistan - Palau - Palestina - Panama - Papua Nya Guinea - Paraguay - Peru - Polen - Portugal - Puerto Rico - Qatar - Rumänien - Rwanda - Ryssland - Saint Kitts och Nevis - Saint Lucia | - Saint Vincent och Grenadinerna - Salomonöarna - Samoa - San Marino - São Tomé och Príncipe - Saudiarabien - Schweiz - Senegal - Seychellerna - Sierra Leone - Singapore - Slovakien - Slovenien - Somalia - Spanien - Sri Lanka - Storbritannien - Sudan - Surinam - Sverige - Swaziland - Sydafrika - Sydkorea - Syrien - Tadzjikistan - Tanzania - Tchad - Thailand - Tjeckien - Togo - Tonga - Trinidad och Tobago - Tunisien - Turkiet - Turkmenistan - Tyskland - Uganda - Ukraina - Ungern - Uruguay - USA - Uzbekistan - Vanuatu - Venezuela - Vietnam - Vitryssland - Zambia - Zimbabwe - Österrike |

- IOA (representanter från Östtimor)

## Maskotar
De officiella maskotarna för spelen hette Olly, Millie & Syd. Namnen var tidstypiska: "Olly" stod för "Olympic Games (Olympiska spelen)", "Millie" stod för "Millennium (Millennium)", det vill säga millennieskiftet 1999-2000, och "Syd" för spelens arrangörsort "Sydney".